# Гед-Смешт-Ін-Баффало-Джамп
Гед-Смешт-Ін-Баффало-Джамп (англ. Head-Smashed-In Buffalo Jump) — обрив в передгір'ях Скелястих гір приблизно за 18 км на північний захід від Форт-Маклеода, Альберта, Канада, неподалік від шосе 785. Рівнинні індіанці використовували цей обрив протягом більш ніж 5500 років, щоб добувати за його допомогою бізонів. Обрив в 1981 році був оголошений ЮНЕСКО об'єктом Світової спадщини. Також поруч розташований музей культури індіанців народу чорноногих (англ. blackfoot).

## Історія
Обрив використовувався протягом мінімум 5500 років корінними народами рівнин, які заготовляли бізонів, заганяючи їх на урвище висотою 11 метрів. Налякане стадо бізонів не могло зупинитись, і тварини з розгону падали у прірву. Чорноногі гнали бізонів з природних пасовищ у Поркюпайн-Гіллс близько 3 кілометрів на захід від урвища, відзначеного сотнями турів, вбираючись як койоти і вовки. Внаслідок падіння бізони ламали ноги, після чого мисливці добивали тварин. Сама скеля має близько 300 метрів завдовжки та у своїй найвищій точці обривається на 10 метрів в глибину у долину. Місце було у вжитку щонайменше 6000 років тому, і кістки відшукуються в ґрунті під нею на глибині 12 метрів. Після падіння з обриву і подальшого забою бізонів туші оброблялися в сусідньому таборі. У таборі біля підніжжя скелі було все необхідне для обробки туш і проживання, в тому числі прісна вода. Туша бізона використовувалася на різні потреби: з кісток робили інструменти, а зі шкір - шатра, взуття та одяг. З роками місце набуло значення не лише як джерело легкого здобуття їжі і матеріалів. Після вдалого полювання велика кількість заготовленої поживи і відносна простота її добування дозволяли людям користуватися отриманим вільним часом для розвитку художнього та духовного життя. Це породило складніші форми культурного життя суспільства чорноногих.
Мовою чорноногих назва цього місця звучить як Estipah-skikikini-kots. Згідно з легендою, молодий чорноногий хотів подивитися на бізона, що впав з обриву вниз, але був похований під іншим падаючим бізоном. Пізніше його знайшли мертвим під купою туш тварин.

## Об'єкт Світової спадщини і культурний центр
Обрив був покинутий індіанцями в XIX столітті — після освоєння цієї території європейцями. Це місце було вперше описано європейцями в 1880 році, перші розкопки були проведені експедицією Американського музею природної історії в 1938 році. Обрив був оголошений канадським Національним історичним музеєм в 1968 році, провінційним історичним музеєм в 1979 році, а в 1981 році був внесений до списку Світової спадщини ЮНЕСКО. У цьому ж році в цьому місці був створений парк.

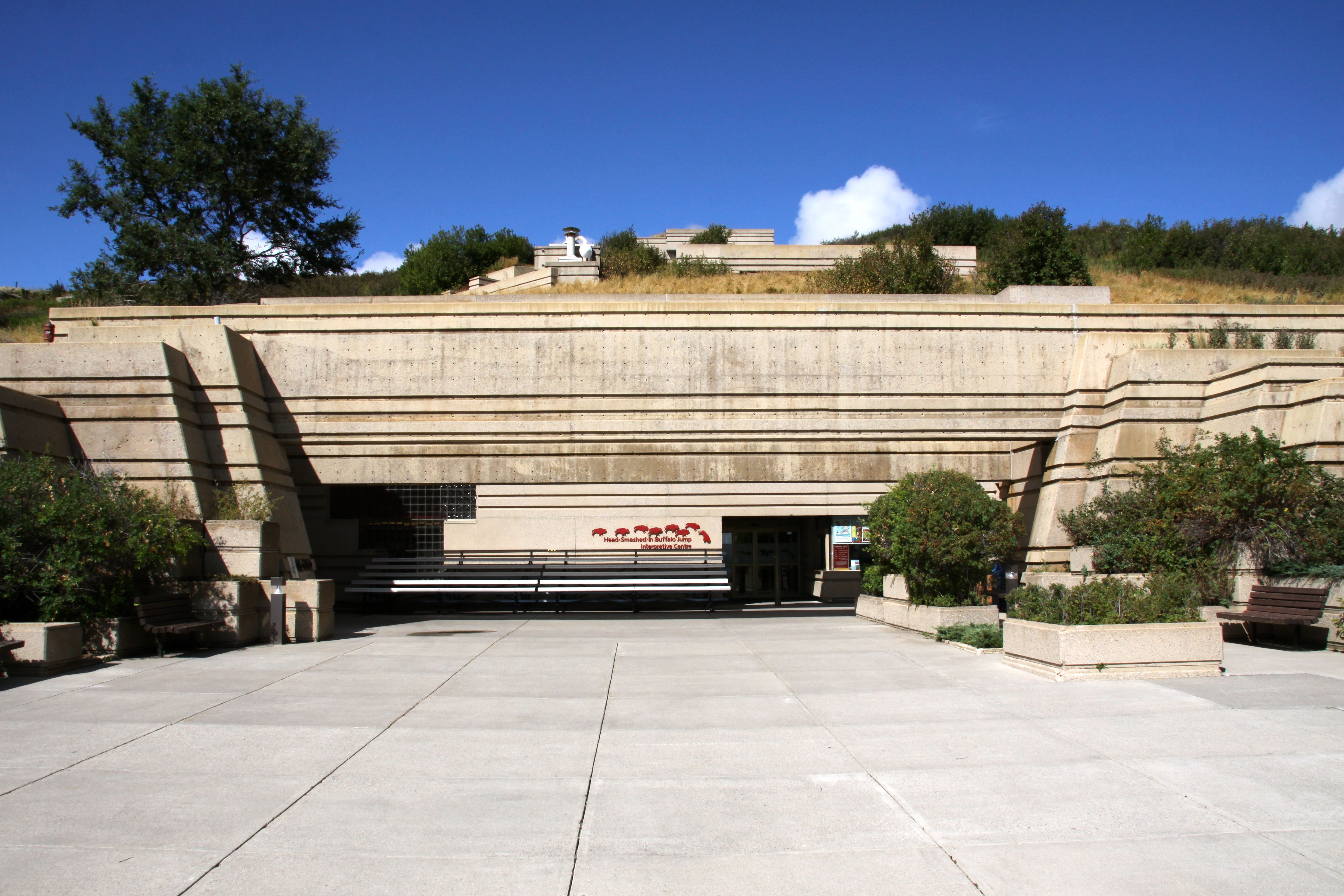
Культурний центр і музей

Відкритий тут в 1987 році культурний центр побудований на давніх пісковикових скелях у натуралістичному стилі. Він містить п'ять різних рівнів, що зображують екологію, міфологію, спосіб життя та технології народу чорноногих в контексті наявних археологічних доказів, представлених з погляду як індіанців, так і європейської археологічної науки.
Центр також пропонує кемпінг у традиційних індіанських оселях — тіпі та практичні освітні семінари на теми життя індіанців: виготовлення мокасинів, барабанів тощо. Щороку тут проходить ряд спеціальних заходів та фестивалів індіанців, відомих у всьому світі через їхню барвистість, енергію та справжність, в тому числі фестивалі під символічною назвою «Дні заготівлі бізонів», що об'єднують індіанських художників і ремісників, які представляють широкий вибір ювелірних виробів, одягу, предметів мистецтва та ремесел. Відвідувачі можуть стати свідками традиційних танців і гри на барабані.
В даний час на обриві також існує постійна виставка — свого роду музей фотографій. Вона вперше з'явилася тут в 1999 році, але тепер проходить на постійній основі. Виставка є результатом співпраці багатьох історичних товариств і музеїв, які віддали голоси проти замовчування низки пов'язаних з цим місцем фотографій, оскільки ці фотографії були невідомими широкій громадськості протягом довгого часу.